# 里見義堯
里見義堯（1507年—1574年）為日本戰國時代的武將、大名，安房國里見氏的當主。父親為里見實堯，母親為佐久間盛氏之女。正室為土岐為賴的女兒。有子義弘、堯元、堯次、義政（孫子義賴有義堯之子和義弘庶長子二種說法）。幼名權七郎，官位至刑部少輔。
義堯和上杉謙信、佐竹義重等人結盟後，與後北條氏爭奪關東的霸權，勝敗未分；擴大家中在房總半島的勢力，構築了里見氏的全盛期。

## 生平

### 家督繼承
永正4年（1507年）、誕生，為里見實堯之子（生年也有永正9年（1512年）的說法）。
天文2年（1533年）7月27日、里見氏家中發生了內亂（天文之內訌／稻村之變）。因父親遲遲不將家中實權歸還義豐，而且謠傳他私通後北條氏；堂兄義豐為了奪回繼承權，在稻村城殺害了實堯。義堯在北條氏綱的支援下，和重臣正木時茂在上總國金谷城舉兵，並在犬掛之戰殺死義豐，奪取家督之位。長久以來、昏庸的主君義豐殺害無辜的實堯，為了復仇的義堯起兵討伐義豐，口耳相傳下一直被堅信不移。近年，也有看法認為實堯、義堯父子勾結仇敵北條氏綱，有政變的意圖；義豐為了穩固統治權，才先下手為強。有關這時期的記錄，有人認為下克上的義堯一繼承家督就立刻背叛後北條氏，並為了掩蓋事實、捏造自己上位的正當性，而竄改歷史。

### 與後北條氏對抗
向氏綱借兵成功政變的義堯，這時，真里谷信清過世，真里谷氏家中為了爭奪家督之位而引發內亂。因義堯支持真里谷信應、氏綱支持真里谷信隆，兩家立場不同而成為敵對關係。但是，義堯考慮到要獨力對付在關東勢如破竹的北條氏有所困難，於是和小弓公方足利義明結盟。天文6年（1537年）、真里谷信隆不敵義堯，兵敗投降。天文7年（1538年）、發生第一次國府台之戰。此戰義堯並未積極參與，在得知義明戰死後，就脫離戰場回到了安房。此役因為足利義明的戰死，小弓公方實質上已形同滅亡。
義明死後，義堯積極向下總、上總國發展，並以上總國的久留里城為根據地，構築了里見氏最強盛的時期。對此，在天文21年（1552年）、北條氏康策動里見氏旗下的領主、發生大規模的反叛。天文24年（1554年）、北條氏康和今川義元、武田信玄組成甲相駿三國同盟。到了弘治元年（1555年）、整個上總國西部幾乎為後北條氏所佔領。為了改變這個局勢，義堯開始鎮壓傾向北條方的國人眾勢力，奪回失去的領土；並和越後國的上杉謙信聯手，與太田氏、佐竹氏、宇都宮氏等大名站在同一陣線，徹底展現和氏康對抗的態勢。
弘治2年（1556年）、率領里見水軍和北條水軍戰鬥，大勝而回（三浦三崎之戰）。只是，據說北條水軍因為暴風雨的緣故而造成重大損失，這才是勝利的主因，因此不能算是完全的勝利。
永祿3年（1560年）、氏康入侵里見氏領地，義堯閉守久留里城。在得到上杉氏的援軍後，里見軍開始反攻，幾乎取回了整個上總國西部。永祿5年（1562年）、剃髮出家，將家督之位讓與兒子義弘後隱居，但仍然繼續握有家中實權。
永祿7年（1564年）、呼應北條方太田康資的倒戈，義堯和義弘一同攻進敵對大名千葉氏的重臣高城胤吉勢力範圍、下總國的國府台城，並在此迎擊北條軍，掀起了第二次國府台之戰。起初，斬殺了北條軍將領遠山綱景、富永直勝，里見軍沉醉在一時的勝利而開始疏忽大意。拂曉，氏康發動奇襲、和北條綱成聯手夾擊下，里見軍遭受大敗，家中重臣正木信茂也在此役戰死。戰後，義堯、義弘父子失去了上總國大半而退回安房國，里見氏的勢力也一時衰退。不過，之後以義弘為中心，里見氏在安房國休養生息，慢慢奪回上總南部的領土。永祿9年（1566年）年前、收復久留里城、佐貫城等失地。對此，佔有上總國北部的後北條氏、在佐貫城北方的三船山（現三舟山）上的三船台修築城砦來對抗。
永祿10年（1567年）8月、義弘率兵駐紮在三船台附近，準備包圍北條軍。得知消息的北條氏康、派遣嫡子氏政和太田氏資等人前往援助；並派出三男氏照和原胤貞率領分隊攻擊義堯居城久留里城。對此，義堯堅固防守城池；而義弘和正木憲時從佐貫城出兵，在三船台大破氏政主力，太田氏資擔任北條殿軍的任務不幸戰死（三船山之戰）。此外，指揮北條水軍確保浦賀水道的北條綱成，嘗試從三浦口入侵安房國，但和里見水軍在菊名浦海戰後造成損傷。於是察覺有被從水陸夾擊危險的北條軍，全軍撤離上總國。
因為三船山的勝利，里見氏在上總國的支配上佔有優勢，並開始向下總國發展，之後也貫徹和後北條氏對立的決心。義堯在天正2年（1574年）、病逝於久留里城，享年68歲。
義堯過世後的隔年、天正3年（1575年）左右，上杉氏、武田氏失去對房總的影響力，而又開始受到後北條氏的壓迫。天正5年（1577年）、義弘與氏政締結和約（房相一和）。

## 人物‧逸話
- 里見氏的柱石義堯死後，在家中造成很大的動搖，導致家臣團和一族之間的抗爭再度燃起，也是里見氏勢力逐漸衰退的遠因。

- 做為一個武將有著卓越的才能，另一方面也是個野心家。天文14年（1545年）、在安房的鶴谷八幡宮祈願時，自稱「副將軍」（關東副帥，也就是關東管領），與後北條氏持續爭奪關東的霸權。北條氏康曾經透過義堯所崇敬的僧侶日我提出和議的請求，但義堯回答即使是日我上人的請求，那件事也不能同意。

- 有著冷靜精於計算的一面；在足利義明戰死後，對殘餘的兵將見死不救，率領自軍輕鬆撤退。

- 義堯能夠和比自國強大的氏康持續爭鬥的原因是、以上總、安房的海賊眾為基礎，保持水軍勢力。非常擅長游擊戰的里見海賊、屢次掠奪北條氏的領地，造成領民的恐慌（北條水軍也做一樣的事，不過里見軍比較拿手。在北條氏支配下的三浦半島村落，因為被里見軍掠奪的次數太多，所以將年貢的一半上繳北條，剩餘的送給里見以獲得安全保證）。因此，氏康雖然一度佔有上總國大半，但卻沒那麼輕易就能入侵安房國。

- 義堯的「堯」字是來自於古代中國三皇五帝的堯，而兒子義舜則是來自於舜。因此義堯依據這個典故來施政，人民也敬稱他為「萬年仁君」。

- 義堯的人品和勇氣連身為敵人的後北條氏也相當認同，甚至還稱他是「仁者必有勇」（《北條五代記》）。

## 相關作品
小說
- 府馬清『里見風雲録』（1975年～1976年、暁書房（全2巻））
- 小川由秋『里見義堯』（2005年、PHP研究所）